# 牽我的手
〈牽我的手〉是美国女歌手Lady Gaga於2022年5月3日透過新視鏡唱片發行的歌曲，由Lady Gaga和BloodPop共同創作。收錄在2022年《捍衛戰士：獨行俠》電影原聲帶中，是其首支單曲，它還被收錄至《神彩》日本巡迴版中。